# Бао
Бао (фр. Baho) насеље је и општина у јужној Француској у региону Лангдок-Русијон, у департману Источни Пиринеји која припада префектури Перпињан.
По подацима из 2011. године у општини је живело 3.252 становника, а густина насељености је износила 411,65 становника/km². Општина се простире на површини од 7,90 km². Налази се на средњој надморској висини од 39 метара (максималној 90 m, а минималној 34 m).

## Демографија
| 1962. | 1968. | 1975. | 1982. | 1990. | 1999. | 2011. |
| ----- | ----- | ----- | ----- | ----- | ----- | ----- |
| 787   | 1.068 | 1.449 | 1.672 | 2.027 | 2.490 | 3.252 |

График промене броја становника у току последњих година